# Gatewayita
La gatewayita és un mineral de la classe dels òxids. Rep el nom pel districte miner de Gateway que inclou la localitat tipus. Gateway és també la ciutat més propera a la mina Packrat.

## Característiques
La gatewayita és un òxid de fórmula química Ca₆(H₂O)₂₃(As³⁺V⁴⁺₃V⁵⁺₉As⁵⁺₆O₅₁)·8H₂O. Va ser aprovada com a espècie vàlida per l'Associació Mineralògica Internacional l'any 2015, sent publicada per primera vegada el 2016. Cristal·litza en el sistema monoclínic. La seva duresa a l'escala de Mohs és 2.
Les mostres que van servir per a determinar l'espècie, el que es coneix com a material tipus, es troben conservades a les col·leccions mineralògiques del Museu d'Història Natural del Comtat de Los Angeles, a Los Angeles (Califòrnia) amb els números de catàleg: 64513, 64514, 65555 i 65559.

## Formació i jaciments
Va ser descoberta a la mina Packrat, situada a prop de la localitat de Gateway, al comtat de Mesa (Colorado, Estats Units), on es troba en forma de fulles de fins a 0,5 mm de llarg fent intercreixements divergents. També es troba com a prismes bruts de fins a 1 mm de llarg, amb cares arrodonides, i com a cristalls compostos que consisteixen en intercreixements subparal·lels de prismes estrets de fins a 2 mm de llarg. Aquesta mina és l'únic indret de tot el planeta on ha estat descrita aquesta espècie mineral.